# Borislav
Borislav je mužské křestní jméno slovanského původu. Vykládá se jako „bojuj za slávu“ nebo „bojem slavný“. Další variantou jména je Bořislav.
Podle staršího kalendáře má svátek 10. května.

## Borislav v jiných jazycích
- slovensky, rusky, srbsky, bulharsky: Borislav (Борислав)
- ukrajinsky: Boryslav (Борислав)
- polsky: Borzysław

## Známí nositelé jména
- Borislav Pekić – srbský spisovatel
- Borislav Ivkov – srbský šachista
- Borisav Jović – srbský komunistický politik